# Escuela Militar de Emergencias
La Escuela Militar de Emergencias (EMES) es una academia militar española, dependiente del Estado Mayor de la Defensa, cuyo objetivo es impartir las enseñanzas de perfeccionamiento asociadas con los supuestos de grave riesgo, catástrofe, calamidad u otras necesidades públicas. En ella pueden ingresar no solo militares, sino personal civil. La escuela fue creada el 1 de febrero de 2017.

## Cursos de formación
La escuela contó en 2018 con cuatro cursos:
- Curso básico de emergencias para mandos y tropa. Destinado a todo el personal de la UME, con independencia de su cuerpo o escala. 600 horas de formación.
- Curso de gestión de catástrofes. Tiene el objetivo de dotar a los alumnos con las competencias necesarias para el análisis, planeamiento y gestión para la resolución de emergencias y grandes catástrofes. Está destinado a oficiales de la UME y otras ramas de las FF. AA.. Podrán participar también miembros de las distintas fuerzas armadas iberoamericanas u otros países amigos, miembros de las FFCCSE, directivos de organismos de la Administración y de empresas estratégicas vinculadas a la gestión de emergencias. 525 horas de formación.
- Curso de emergencias tecnológicas y medioambientales. Destinado a todos los miembros del Grupo de Intervención en Emergencias Tecnológicas y Medioambientales de la UME. 400 horas de formación.
- Curso de transmisiones de emergencias. Destinado a militares de la tropa profesional. El objetivo de este curso es adquirir unos conocimientos generales teórico-prácticos y unas competencias esenciales que les capaciten para desempeñar de manera segura y eficaz los cometidos inherentes a su puesto táctico y así poder operar de forma correcta con los medios CIS (Communications and Information Systems) que dan servicio a las distintas redes de mando y control de la UME.

Se estudia la ampliación a más cursos, tales como el rescate en zonas urbanas colapsadas, rescate vertical, zonas inundadas o aisladas, y el curso de especialista de redes y comunicaciones.
La escuela, asimismo, realiza seminarios y jornadas relacionadas con el liderazgo, emergencias psicológicas o ayuda a personas con discapacidad en caso de emergencia.